# Анджей Кошьцєлецький (підскарбій)
Анджей Кошьцєлецький (Кош(с, сь)цє(е)лецький) гербу Оґоньчик (нар. бл. 1455 — пом. 1515) — державний діяч, дипломат Королівства Польського; маршалок примаса (1501—1503) й надвірний маршалок (1501), каштелян бецький (1508) і вішьлицький (1508—1510), підскарбій коронний (1509—1515), каштелян войніцький (1513—1515); краківський великорадця (1508—1515), жупник краківський і велицько-бохенський (1508—1515), бурґграф краківський (1510); староста бидґоський (1486—1515), швеційський (1487—1491), списький (1507—1515), освенцимський (1509—1515), іновроцлавський (1510—1515), сондецький (1512—1515), заторський (1513—1515).

## Життєпис
Народився Анджей близько 1455 року в Кошьцєльці біля Іновроцлава — родовому гнізді Кошьцєлецьких гербу Оґоньчик. Був сином Яна Кошьцєлецького — воєводи іновроцлавського, володаря багатьох староств у Куявії та Королівській Пруссії.
1485 року Анджей згадується як придворний короля Казимира Ягеллончика, перебував на той час із королем у Львові.
Починаючи з 1486 року постійно виступає в документах як староста бидґоський, після 1491 року мешкав у цьому місті. Ймовірно, тримав це староство спільно з братами Міколаєм і Станіславом. Після поділу королівщин між братами 11 липня 1493 року, Анджей став одноосібним старостою бидґоським. Від 21 грудня 1487 року до кінця червня 1491 року був старостою швеційським.
Принаймні від 1491 року Анджей Кошьцєлецький був кінним придворним королевича Яна Ольбрахта. Цього року їздив послом до Угорщини, ймовірно, щодо отримання для останнього угорської корони. Після коронації Яна Ольбрахта 1492 року він разом із своїм двоюрідним братом Міколаєм увійшов до складу двору нового монарха.
1498 року Анджей Кошьцєлецький поїхав із королевичем Сигізмундом до Буди, через декілька місяців повернувся до Польщі. 1500 року набрав перші загони раців (сербів) до королівської надвірної хоругви, чим започаткував історію формації кавалерії — крилатих гусарів. В останніх роках правління Яна Ольбрахта Анджей перейняв ведення пописових реєстрів придворних у підскарбія Якуба Шидловєцького, від 1499 року він відповідав за виплати за їхню службу. Він вів також книги виплат жовнірам і реєстр затяжних військ. Імовірно, що в той час він фактично виконував обов'язки надвірного підскарбія.
У червні 1501 року став маршалком двору кардинала й архієпископа ґнєзненського Фридерика Ягеллончика, фактичним керівником його надвірного війська. Під час безкоролів'я, після смерті надвірного маршалка Рафала Лещинського, Анджей Кошьцєлецький декілька разів згадується як надвірний маршалок коронний. Імовірно, вживав цей титул для підвищення свого рангу з нагоди посольства до Угорщини до короля Владислава Ягеллончика, куди його відправив кардинал Фридерик 1 липня цього року. Протягом 1501—1503 років був постійним дипломатичним представником у Буді. Там, імовірно, зблизився з королевичем Сигізмундом. Після коронації Олександра Ягеллончика 12 грудня 1501 року Кошьцєлецький вживав лише титул маршалка двору архієпископа.
Повернувшись до Польщі, Кошьцєлецький став одним із найближчих сподвижників нового короля. У листопаді 1504 року був послом від короля на з'їзді Станів Прусських у Мальборку. Обирався послом на сейм 1505 року від Краківського воєводства. Олександр Ягеллончик, якому Кошьцєлецький надавав грошові позики, винагородив його записами на королівщинах у різних частинах Польщі, найбільше у Краківському та Поморському воєводствах. Зокрема, 1505 року він отримав від короля за службу Яну Ольбрахту та кардиналу Фридерику село Раковиці під Краковом (тепер — частина міста). На межі 1505—1506 років знову очолив посольство до Угорського королівства.
Користуючись довірою малопольської шляхти, він 1506 року був обраний Новокорчинським сеймиком делегатом для здійснення надзвичайного побору в Малопольщі та на руських землях, а пізніше, під час безкоролів'я, той самий сеймик обрав його одним із шести провізорів королівського скарбу. Був послом на коронаційний сейм 1507 року від Краківського воєводства.
Розквіт кар'єри Анджея Кошьцєлецького відбувся на початку правління короля Сигізмунда I. 1507 року він провів ряд успішних фінансових операцій для правителя, забезпечивши його необхідною готівкою. За короткий час він оздоровив королівські фінанси та призвів до значного збільшення доходів Корони. На знак подяки монарх обсипав його почестями та гідностями, надав йому низку малопольських староств і престижних придворних посад. Щонайменше наприкінці вересня цього року Кошьцєлецький отримав багате староство спиське. Тоді ж разом з Міколаєм Йорданом із Заклічина та Гансом Бонером він отримав управління над Краківськими жупами. З січня по листопад 1508 року був каштеляном бецьким. У лютому цього ж року став великорадцею краківським, а в листопаді — каштеляном вішьлицьким. У цьому ж році він також отримав для себе та організованої ним групи право розвідування та видобування металів і мінералів у Короні та на Спишу. У травні цього року він став одноосібним управителем краківських жуп, хоча формально був номінований жупником лише 29 квітня 1509 року. З 1509 року був старостою освенцимським, імовірно цього ж року став бурґграфом краківським.
Номінований на посаду підскарбія коронного наприкінці грудня 1509 року, тому протягом січня-лютого відмовився від посад каштеляна вішьлицького та бурґграфа краківського. 1510 року отримав староство іновроцлавське.

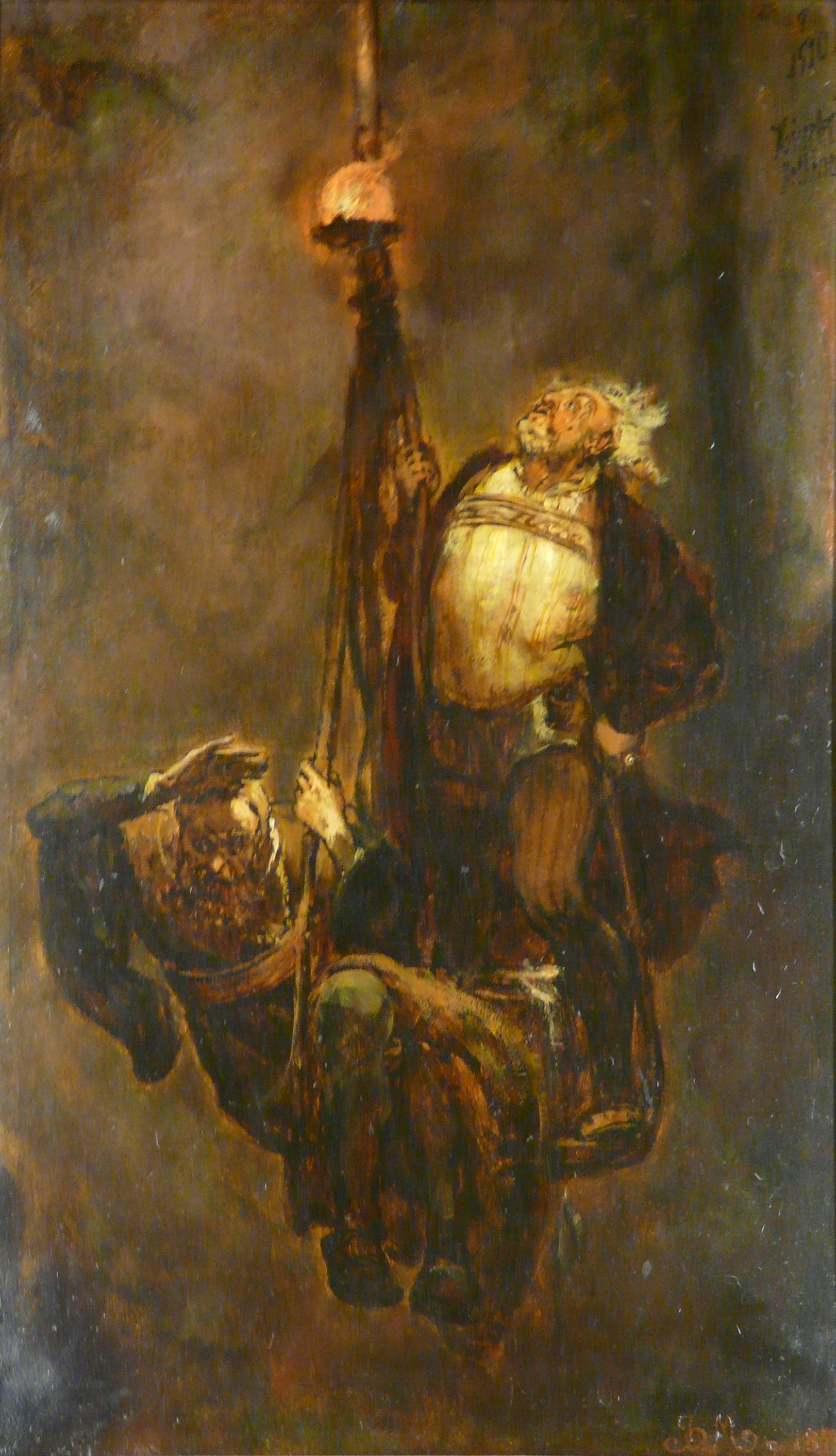
Ян Матейко, Спуск бергмайстра Северина Бетмана та жупника Анджея Кошьцєлецького до шахти під час пожежі 1510 року (1879)

У ці роки постійно перебував у Малопольщі. Започаткував реорганізацію королівської скарбниці, також він вів реєстри придворних, до яких вносилися розрахунки винагороди за службу та витрати, пов'язані з їхньою оплатою. Кошьцєлецький навів лад в управлінні фінансами та бухгалтерському обліку, якими нехтував його попередник Якуб Шидловєцький. Він також сприяв підвищенню ефективності Краківських жуп (копалень солі у Величці та Бохні), підтримуючи та покращуючи їхнє обладнання. Під час пожежі 1510 року в велицькій соляній шахті, вони разом із велицьким бергмайстром Северином Бетманом спустилися під землю і загасили пожежу.
Анджей Кошьцєлецький увійшов до складу комісії, що розробила положення так званої «другої Пйотркувської угоди» 1512 року, яка додатково посилила контроль Польського Королівства над Вармійським князівством через запровадження норми про обрання місцевого єпископа з чотирьох каноніків, представлених королю капітулою. У цей час отримав також староства сондецьке (1512) та заторське (1513). 11 лютого 1513 року був номінований на посаду каштеляна войніцького.
У березні 1515 року супроводжував короля в подорожі до Братислави, потім на Віденський конгрес. Не прийняв наданий йому імператором Максиміліаном I графський титул.
Під час повернення до Польщі важко захворів на дезинтерію. Помираючи, залишив значний запис на старостві бидґоському, інших записів на королівщинах зрікся на користь короля, залишивши тільки Сломники пожиттєво своїй дружині. Пломер 6 вересня 1515 року в Кракові. Король Сигізмунд І вшанував його пам'ять урочистим похороном. Був похований у Вавельській катедрі. Його величезні статки успадкував, серед інших, брат Станіслав.

## Фундації

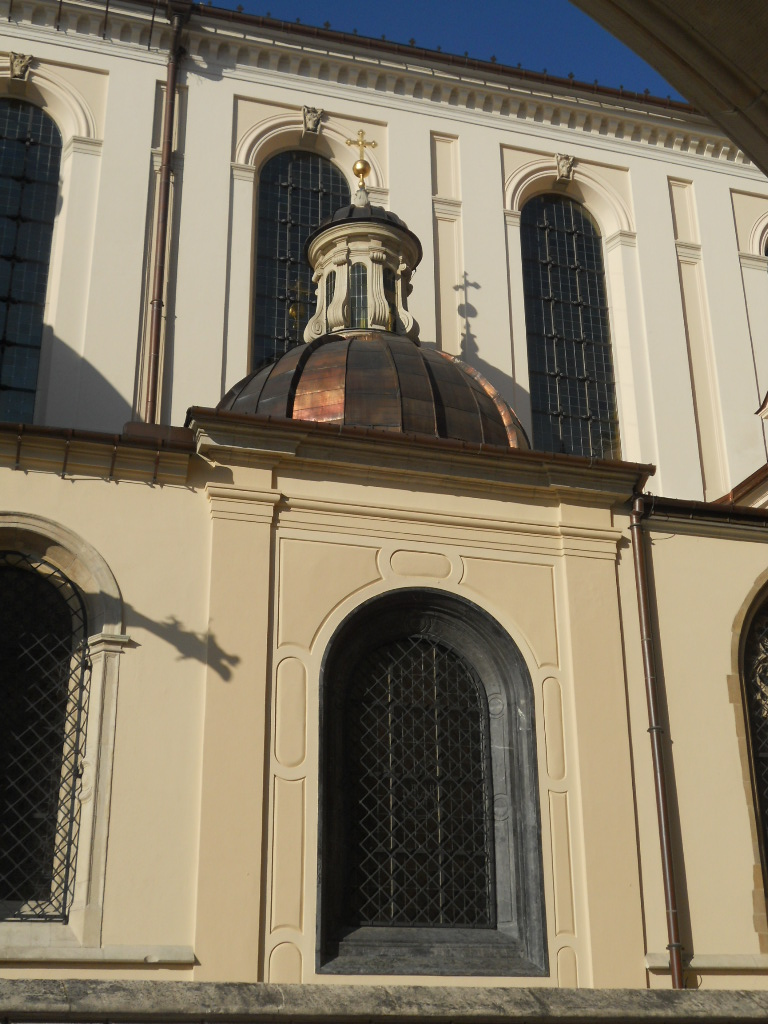
Каплиця святого Івана Хрестителя, каплиця Задзіка, Кошьцєлецьких у Соборі святих Станіслава і Вацлава (Краків)

Анджей Кошьцєлецький фундував орган у костелі святого Клеменса в Величці. Також, він фінансово підтримував оздоблювальні роботи в бидґоському костелі фарному святих Марціна та Міколая, які були закінчені 1502 року.
1515 року він фундував каплицю святого Івана Хрестителя в краківському катедральному Соборі святих Станіслава і Вацлава. У цій каплиці короля одягали в коронаційні мантії перед тим, як його приводили до великого вівтаря. В ній йому, завдяки зусиллям короля Сигізмунда І Старого та Яна Бонера, як виконавців заповіту покійного коронного підскарбія, був створений бронзовий надгробок. У цій каплиці була також похована його дружина Катажина Тельнічанка. Каплиця св. Івана Хрестителя перед серединою XVII століття була ґрунтовно перебудована на місце поховання єпископа Якуба Задзика.

## Сім'я
Анджей Кошьцєлецький 1509 року одружився з Катажиною Тельнічанкою — колишньою коханкою короля Сигізмунда I, матір'ю трьох королівських позашлюбних дітей. Це викликало обурення серед сенаторів і його родичів. Подружжя мало сина невідомого імені, який помер незадовго до смерті батька, й доньку Беату, яка народилася після смерті Кошьцєлецького. Остання була дружиною князя Іллі Острозького, пізніше — сєрадзького воєводи Ольбрахта Ласького.

## У культурі

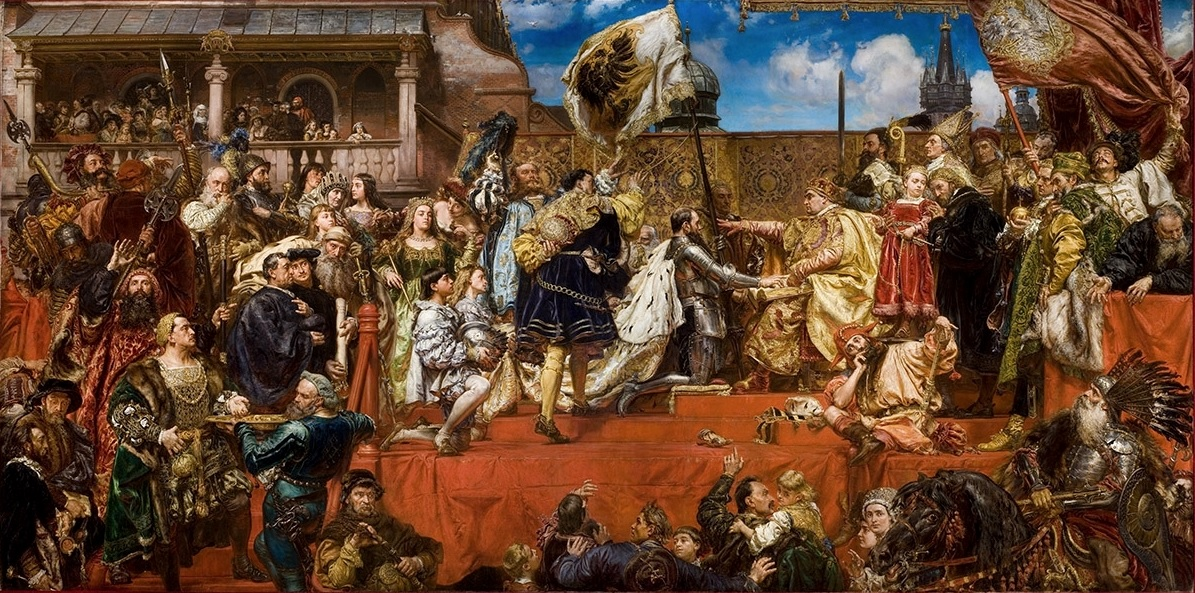
Ян Матейко, Прусський омаж (1882)

Натхненний мужністю Анджея Кошьцєлецького під час гасіння пожежі у велицькій соляній шахті, польський художник Ян Матейко написав 1879 року картину «Спуск бергмайстра Северина Бетмана та жупника Анджея Кошьцєлецького до шахти під час пожежі 1510 року».
Анджей Кошьцєлецький зображений також на картині Яна Матейка «Прусський омаж». Він знаходиться у нижньому лівому куті, одягнений у парадне й дороге вбрання. Як коронний підскарбій, він очікує закінчення церемонії, тому що за звичаєм, під час повернення короля на Вавель, він повинен розкидати монети, які придворний слуга дає йому на таці. Кошьцєлецький постає у творі Матейка як символ багатства «золотого віку» Польщі. Насправді він помер за 10 років до того, а під час церемонії складання омажу 10 квітня 1525 року обов'язки підскарбія виконував Міколай Шидловєцький.